# گمینا چووخوو
گمینا چووخوو (به لهستانی:  Gmina Człuchów) یک گمینا در لهستان است که در شهرستان چوخوف واقع شده‌است. گمینا چووخوو ۳۶۱٫۶۵ کیلومتر مربع مساحت و ۱۰٬۱۸۰ نفر جمعیت دارد.